# Zeche Adolphine
Die Zeche Adolphine war ein Bergwerk in Witten im Hammertal.

## Geschichte
Die Mutung für das Feld erfolgte am 17. Februar 1787, das Längenfeld wurde am 28. März 1838 verliehen. Das Bergwerk war von 1842 bis 1844 eigenständig in Betrieb. Am 15. Mai 1844 konsolidierte die Zeche mit den Berechtsamen Geschwind Nr. 1 und Nr. 2 zur Zeche Vereinigte Geschwind.